# ICN Business School
ICN Business School, före detta Institut Commercial de Nancy, är en fransk och paneuropeisk handelshögskola (Grande École). ICN Business School verkar i La Défense, Nancy, Nürnberg och Berlin.
ICN Business School som förkortas som ICN, grundades år 1905 som Institut Commercial de Nancy. ICN bedriver utbildningar från kandidatnivå till doktorsnivå, med ett huvudfokus på masterutbildningar inom management och finans.
År 2019 låg ICN Business School på sextio nionde plats bland Financial Times rankinglista på europeiska handelshögskolor.
ICN är ackrediterat av handelskammaren i Paris och är en av de 76 handelshögskolorna i världen som har fått trippelackrediteringen av AACSB, EQUIS och AMBA. Bland skolans alumner finns framstående företagsledare och politiker, som till exempel Ruta Sepetys (amerikansk författare som skriver historisk fiktion).